# Félicie Ransy-Putzeys
Félicie Ransy-Putzeys (Lieja, 1853 – 1929)  fue una pintora belga, también conocida como Félicie Putzeys.

## Trayectoria
Fue alumna del paisajista holandés Willem Roelofs, igual que su hermana, Mariette Romiée, también pintora destacada. Los temas que más interesaron a la artista fueron los paisajes, sobre todo del bajo Mosa y las Ardenas, así como naturalezas muertas, especialmente bodegones de flores.
Fue seleccionada para ser una de las mujeres artistas cuya obra fue exhibida en la Exposición Mundial Colombina de 1893 celebrada en Chicago, Estados Unidos. Otras artistas belgas que expusieron fueron Juliette Wytsman, Alice Ronner, Camille van Mulders, Georgette Meunier, Louise De Hem, Marie Collart, Marie de Bièvre, Euphrosine Beernaert y Berthe Art, entre otras. 
Participó en exposiciones en el Círculo de Bellas Artes de Bruselas, llamado "Cercle des Beaux Arts de Bruxelles", en los años 1892 y 1922. En 1914 expuso junto a la artista Mottart-Vai en el Círculo de Bellas Artes de Lieja. En ese momento ya era una artista relevante en su ciudad natal.
A su muerte en 1929, sus herederos regalaron al Instituto Arqueológico de Lieja, en forma de donación, un león heráldico (león agachado que sostiene una cresta), una estatuilla de arenisca de 57 centímetros, del antiguo convento de los Mínimos, en Lieja.

## Obra
Su obra está expuesta en diversos museos, destacando el Museo de Lieja, el Museo de Tarrasa y el Museo de Trier. Entre sus piezas más conocidas se encuentran Elégante sous un arbre, La Moisson près de Rocourt y Still Life.
La artista aparece en los léxicos de arte Bass III. Art Price, Paul Piron, Arto, Cote Akoun y BENEZIT. En el índice de Paul Piron se encuentra bajo los nombres de Félice Putzeys y Félice Ransy Putzeys. Y en el Benezit es citada como Félice Ransy Putzeys. También consta su obra en Europeana, la biblioteca digital europea creada en 2008 por Unión Europea.
Otras obras que contienen referencias a la artista y su obra son: 
- Índice de obras del libro "Official Catalogue: Fine Arts" de Moses Purnell Handy, editado por W.B. Conkey Company, de 1893, original en Princeton University y digitalizado el 26 de julio de 2011.[10]

- Katlijne van der Stighelen, Mirjam Westen, Museum voor Moderne Kunst: A chacun sa grace: femmes artistes en Belgique et aux Pays-Bas 1500-1950. Ed Ludion, 1999. Página 77

- Femmes artistes en Belgique, Autor Alexia Creusen  EditorHarmattan, 2007. Procedencia del original Universidad de Míchigan.[11]

- Listado de artistas de la Escuela Liejense del Paisaje.[12]
- Listado de artistas cuyas obras han sido restauradas del taller de conservación Art Conservation de Bruselas.[13]

## Reconocimientos
En 1931 se estableció una Bolsa de Valores que fue bautizada con su nombre.